# République fédérale tchèque et slovaque
 (signalé en août 2025).
Si vous disposez d'ouvrages ou d'articles de référence ou si vous connaissez des sites web de qualité traitant du thème abordé ici, merci de compléter l'article en donnant les références utiles à sa vérifiabilité et en les liant à la section « Notes et références ».
- Archive Wikiwix
- Bing
- Cairn
- DuckDuckGo
- E. Universalis
- Gallica
- Google
- G. Books
- G. News
- G. Scholar
- Persée
- Qwant
- (zh) Baidu
- (ru) Yandex
- (wd) trouver des œuvres sur Wikidata

23 avril 1990 – 31 décembre 1992
(2 ans, 8 mois et 8 jours)
Entités précédentes :
- République socialiste tchécoslovaque

Entités suivantes :
- République tchèque
- République slovaque

La République fédérale tchèque et slovaque fut le dernier régime politique de la Tchécoslovaquie, faisant suite à la révolution de Velours qui amena la chute du régime communiste. Elle fit figure de période de transition et ne vécut que deux ans, étant dissoute lors de la séparation du pays entre la République tchèque et la République slovaque.

## Historique
À la fin 1989, lors de la chute du bloc de l'Est, la révolution de Velours met un terme à la République socialiste tchécoslovaque. L'Assemblée nationale abolit la constitution du régime communiste : le 28 décembre, Alexander Dubček, ancien inspirateur du Printemps de Prague, devient président du parlement ; le lendemain, Václav Havel, ancien dissident, est élu président de la République. Marián Čalfa, membre du Parti communiste jusqu'à sa dissolution en 1991, occupe le poste de Premier ministre et assure la transition démocratique.
Des discussions commencent immédiatement quant au futur nom du pays, les Slovaques réclamant l'adoption du nom officiel de République fédérale tchéco-slovaque (Česko-slovenská federatívna republika) et celle du nom d'usage de Tchéco-Slovaquie (Česko-Slovensko). Un compromis est trouvé pour mettre fin cette polémique désignée sous le nom de « guerre du trait d'union », et le pays est rebaptisé en avril République fédérale tchèque et slovaque par une loi constitutionnelle. La République socialiste tchèque et la République socialiste slovaque, les deux États qui forment la fédération, deviennent respectivement la République tchèque et la République slovaque.
La vie politique en Tchécoslovaquie est marquée par une séparation de plus en plus nette entre Tchèques et Slovaques, les partis politiques de chaque moitié du pays ayant peu ou pas de présence dans l'autre moitié. Tchèques et Slovaques ne s'accordent pas sur la forme de gouvernement, Prague souhaitant un contrôle renforcé, tandis que les Slovaques désirent davantage de décentralisation. Le 24 juin 1992, Vladimír Mečiar est élu chef du gouvernement slovaque et, le 2 juillet, Václav Klaus devient chef du gouvernement tchèque.
Cette situation n’empèchera pas d’entamer les pourparlers qui déboucheront sur la dissolution de la Tchécoslovaquie le 31 décembre 1992 à minuit.